# Heinrich Arnold Kopstadt
Heinrich Arnold Kopstadt (* 2. Oktober 1719 in Essen; † 6. Juni 1786 ebenda) war ein deutscher Verwaltungsjurist, Lehndirektor und Bürgermeister von Essen.

## Leben
Heinrich Arnold Kopstadt war der Sohn des Hofrates, Lehnkanzlei-Direktors und Essener Bürgermeisters Johann Heinrich Kopstadt und dessen Ehefrau Katharina Helena Krupp (1692–1730). Mütterlicherseits war er ein Enkel des Essener Stadtsekretärs Georg Diederich Krupp. So wuchs er in einer der einflussreichsten Essener Familien auf.
Heinrich Arnold Kopstadt trat in die Fußstapfen seines Vaters. Er studierte Rechtswissenschaften in Jena und wurde zum Dr. iur. promoviert. 1755 wurde er als Syndikus der Stadt Essen berufen. Von 1756 bis 1760 war er – wie schon sein Vater – Direktor der Lehnkammer („Lehndirektor“) der Grafen von Limburg-Stirum (mit dem dazugehörigen Titel „Hofrat“), außerdem Rat des Grafen von Leiningen-Guntersblum. Die Äbte von Werden belehnten ihn mit dem Gut Brandsmühle am Borbecker Mühlenbach in der Bauerschaft Holsterhausen.
Von 1763 bis zu seinem Tod 1786 war Heinrich Arnold Kopstadt Bürgermeister von Essen, mit dem offiziellen Titel „Älterer regierender Bürgermeister“.
Nach seinem Tod richtete die Stadt Essen ihm in der evangelischen Kirche St. Gertrud einen festlichen Gedenkgottesdienst aus und ließ die Trauerkantate drucken.

## Familie
1749 heiratete Heinrich Arnold Kopstadt die aus Aachen stammende Juliana Clermont (1725–1770). Heinrich Arnold und Juliana Kopstadt hatten zehn Kinder, darunter Johann Conrad Kopstadt, der wie sein Großvater und Vater Bürgermeister von Essen wurde.
Seine Schwiegermutter Helene Margarethe Clermont geb. von Huyssen (1705–1776) war eine Tochter des Essener Bürgermeisters Arnold von Huyssen (1659–1734) – so ergab sich die Verbindung zwischen Essen und Aachen. Seine Schwägerin war Elisabeth („Betty“) Jacobi geb. Clermont. Mit ihr pflegte er einen steten Briefaustausch, ebenso mit deren Ehemann Friedrich Heinrich Jacobi. Der Industrielle Johann Arnold von Clermont war sein Schwager.